# Love Place
『Love Place』（ラブ・プレイス）は、西野カナの4枚目のオリジナル・アルバム。2012年9月5日にSME Recordsから発売された。

## 概要
3枚目のアルバム『Thank you, Love』から約1年2か月半ぶりの発売となる。前作以降に発売されたシングル曲4曲、カップリング1曲を含む全15曲が収録されている。前作『Thank you, Love』同様、「*Prologue*」から始まり、「*Epilogue*」で終わる構成となっている。
初回生産限定盤と通常盤の2形態でリリースされた。なお、一時初回生産限定盤に限っては発売日時点で完売され稀少品となっていたため、中古市場やネットオークション等では定価以上の値段で取引されていた。
このアルバムを携えて、初の全国アリーナツアー「Kanayan Tour 2012〜Arena〜」を展開した。
第54回輝く!日本レコード大賞 最優秀アルバム賞受賞。

## 収録曲

### DISC 1：CD【全形態共通】
1. *Prologue* 〜Welcome〜 [1:42]
作詞：Kana Nishino / 作曲：DJ Mass(VIVID Neon*)、Kyoko Osako、EMI HAYASHI、Toshihiko Takita / 編曲：VIVID Neon*、Kyoko Osako
2. 私たち [5:46]
作詞：Kana Nishino / 作曲・編曲：GIORGIO CANCEMI
  - 17thシングル表題曲
  - 映画『ガール』主題歌、「ニッセン2012夏」CMソング
3. Day 7 [5:05]
作詞：Kana Nishino / 作曲：Yuichi Hayashida
  - NHK Eテレ『オトナへのトビラTV』テーマ・ソング
4. GO FOR IT!! [3:54]
作詞：Kana Nishino / 作曲：FAST LANE / 編曲：FAST LANE、HIRO DOI (NICHION)
  - 18thシングル表題曲
  - 山崎製パン『ランチパック』CMソング
5. Be Strong [4:43]
作詞：Kana Nishino / 作曲：KASUMI(Vanir)、SOTENBO
  - 本田技研工業『Honda meets Music』CMソング
  - アルバムリード曲
6. Happy Half Year! [4:33]
作詞：Kana Nishino / 作曲：SKY BEATZ、LISA DESMOND、FAST LANE、FILIP  LINDFORS / 編曲：SKY BEATZ、FAST LANE、LISA DESMOND、FILIP  LINDFORS、HIRO DOI (NICHION)
  - 17thシングルカップリング曲
  - 明治製菓『果汁グミ』CMソング
7. Love Song [4:31]
作詞：Kana Nishino、SAEKI youthK (RzC) / 作曲：SAEKI youthK (RzC) / 編曲：Yuichi Hayashida
8. FANTASY [3:25]
作詞：Kana Nishino、DJ Mass(VIVID Neon*)、ENVIE / 作曲：DJ Mass(VIVID Neon*)、Kyoko Osako / 編曲：VIVID Neon*、Kyoko Osako
9. Is this love? [4:52]
作詞：Kana Nishino / 作曲：Yuichi Hayashida
10. Honey [4:22]
作詞：Kana Nishino、DJ Mass(VIVID Neon*) / 作曲：DJ Mass(VIVID Neon*)、Kyoko Osako、Toshihiko Takita / 編曲：VIVID Neon*、Toshihiko Takita
11. SAKURA, I love you? [4:39]
作詞：Kana Nishino / 作曲：Jeff Miyahara
  - 16thシングル表題曲
  - SONY『WALKMAN Play You.』 CMソング
12. たとえ どんなに… [5:32]
作詞：Kana Nishino、SAEKI youthK (RzC) / 作曲：SAEKI youthK (RzC) / 編曲：Yuichi Hayashida
  - 15thシングル表題曲
  - SONY『WALKMAN Play You.プロジェクト』 テーマ・ソング
13. kiss & hug [4:58]
作詞：Kana Nishino / 作曲：Ryo Nakamura、Yoo Nakamura / 編曲：VIVID Neon*、 Takashi Yamaguchi
14. My Place [5:56]
作詞：Kana Nishino / 作曲：Shinquo Ogura
  - メ〜テレ『地元応援団宣言!』テーマ・ソング
  - NEXCO中日本・新名神 新四日市JCT - 亀山西JCT間、開通CMソング
15. *Epilogue* 〜Love Place〜 [1:41]
作詞：Kana Nishino / 作曲：DJ Mass(VIVID Neon*)、Kyoko Osako、EMI HAYASHI、Toshihiko Takita / 編曲：VIVID Neon*、Kyoko Osako

### DISC 2：DVD【初回生産限定盤のみ】
Video Clips Vol.4
- Alright
  - Video Clip [5:30] / Video Clip Making [3:45]
- たとえ どんなに…
  - Video Clip [5:58] / Video Clip Making [4:02]
- SAKURA, I love you?
  - Video Clip [4:52] / Video Clip Making [3:32]
- 私たち
  - Video Clip [6:43] / Video Clip Making [3:34]
- GO FOR IT!!
  - Video Clip [4:02] / Video Clip Making [3:45]